# Астлей, Филип
Филип Астлей (англ. Philip Astley, 8 января 1742 — 27 января 1814) — английский наездник, владелец цирка, предприниматель и изобретатель, иногда называемый «отцом современного цирка», поскольку, как считается, понятие цирка как целой группы развлечений, включающей в себя музыку, номера с животными, акробатами и клоунами, берёт своё начало в амфитеатре Астлея, школе верховой езды, которую он основал после своего успеха на сцене в 1768 году.

## Биография
Родился в Ньюкасл-андер-Лайме в семье столяра-краснодеревщика. В 9 лет стал учеником своего отца, но с раннего детства мечтал работать с лошадьми и потому выбрал военную карьеру — присоединился к лёгким драгунам полковника Эллиота, а в 17 лет стал сержант-майором. Служил на фронте во время Семилетней войны, где приобрёл большой опыт наездника.
Вернувшись к мирной жизни, Астлей решил открыть школу верховой езды и одновременно организовывать в ней публичные платные представления, на которых демонстрировались бы трюки конной акробатики. В 1768 году он приобрёл поле в современном районе Ватерлоо, на котором выстроил круглую арену, где начал давать планируемые представления, пользовавшиеся большим успехом. Через некоторое время он решил добавить в представления номера клоунов, которые развлекали бы зрителей между выездками, а в 1770 году открыл новую школу верховой езды в огороженном манеже к югу от Вестминстерского моста. В 1772 году Астлей, пользовавшийся на тот момент известностью уже за пределами Англии, был приглашён выступить во Франции (Цирк «Олимпик» в Париже), в Версале. Амфитеатр Астлея стал давать регулярные представления с 1773 года, в сентябре 1794 года сгорел, но практически сразу же был восстановлен, пережив в будущем ещё несколько пожаров.
Его дело стало процветать, и после двух сезонов в Лондоне Астлей решил добавить в представление большее количество наездников, а также привлёк музыкантов, клоунов, жонглёров, канатоходцев, акробатов, дрессировщиков и танцующих собак. Через несколько лет в манеже были возведены высокая сцена, трибуны и крыша. В 1782 году Астлей основал первый подобный амфитеатр за пределами Англии, во Франции, впоследствии сделав то же в 18 городах Европы. Примечательно, что сам Астлей никогда не называл свой амфитеатр цирком. Амфитеатр просуществовал много лет после смерти Астлея, был закрыт лишь в 1893 году и снесён на следующий год.